# Hydrellia limosina
Hydrellia limosina är en tvåvingeart som beskrevs av Becker 1903. Hydrellia limosina ingår i släktet Hydrellia och familjen vattenflugor.
Artens utbredningsområde är Egypten. Inga underarter finns listade i Catalogue of Life.